# Убийство Ларри Кинга
Лоуренс Фобс Кинг, также известный как Ларри Кинг — пятнадцатилетний ученик средней школы в Окснарде, в которого дважды выстрелил его одноклассник Брэндон МакИнерни. Newsweek охарактеризовали это как самое громкое убийство на почве нетерпимости к гомосексуальной ориентации со времён убийства Мэттью Шепарда в 1998 году, обратившее внимание на вопрос насилия с применением огнестрельного оружия и гендерной и сексуальной самоиндефикации подростков.
После множества отлагательств и смен мест, судебное разбирательство по МакИнерни было начато 5 июля 2011 года в суде Лос-Анджелеса. Разбирательство было прекращено 1 сентября 2011 года судьёй Чарльзом Кэмпбеллом, поскольку присяжные не смогли прийти к единому вердикту. 21 ноября 2011 года МакИнерни избежал запланированного повторного слушания, признав себя виновным в убийстве второй степени, добровольном непредумышленном убийстве и применении огнестрельного оружия. Его признание вины привело к приговору в виде 21 года тюремного заключения.

## Лауренс Кинг
Лоуренс Фобс Кинг родился 13 января 1993 года в Медицинском центре округа Вентура в, штат Калифорния, у 15-летней матери, которая пристрастилась к крэк-кокаину и алкогольным напиткам. Кинг был наполовину афроамериканцем. Мать Кинга не могла заботиться о нём и прибегала к проституции, чтобы поддержать своих детей и свое пристрастие к наркотикам. Два года спустя Кинга и его новорожденного брата усыновили Грегори и Дуон Кинг. Его биологический отец бросил жену, а его мать была наркоманкой, которая не заботилась о своем сыне должным образом.
Кингу были прописаны лекарства от синдрома дефицита внимания и гиперактивности и, по словам Грегори Кинга, ему поставили диагноз: реактивное расстройство привязанности, состояния, при котором ребёнок не может развивать отношения со своими опекунами. Также его заставили заново пройти первый класс. К третьему классу над Кингом стали издеваться его одноклассники из-за его женственности и открытости в отношении того, что он гей.
В возрасте двенадцати лет Кинг получил условный срок за кражу и вандализм после того, как взял еду из холодильника в доме, где он жил. В ноябре 2007 года он был выселен из своего приемного дома и поселен в «групповой дом» и лечебный центр под названием Casa Pacifica после того, как он утверждал, что его приемный отец подвергал его физическому насилию, что сам Грегори Кинг отрицал.
Кинг обнаружил, что в седьмом классе средней школы EO Green Junior обстановка чуть более приемлема. Он тусовался с группой девушек, которые не осуждали его. Однако на уроках физкультуры его высмеивали мальчики. Мальчики открыто издевались над ним из-за того, что он начал ходить в школу в женских аксессуарах и одежде, обуви на высоких каблуках и с макияжем. Младший брат Кинга, Рокки, также пострадал от издевательств из-за своих отношений с Ларри .
Некоторые учителя считали, что манера одеваться Кинга отвлекает и, следовательно, является нарушением школьного дресс-кода. Закон Калифорнии о борьбе с дискриминацией предотвращает дискриминацию по признаку пола, включая гендерное выражение, поэтому ему не запрещали одеваться по своему вкусу. В дополнение к женской одежде, Ларри начал просить называть его Латишей за полторы недели до стрельбы.
29 января 2008 года школа направила каждому учителю официальное уведомление по электронной почте. Написанное заместителем директора восьмого класса Сью Парсонс, в нём, в частности, говорилось:
У нас в кампусе есть студент, который решил выразить свою сексуальность с помощью макияжа. Это его право. Некоторых детей это забавляет, других это беспокоит. Если это не вызывает сбоев в классе, он находится в пределах своих прав. Мы просим вас поговорить со своими учениками о вежливости и непредвзятости. Им не обязательно это нравиться, но им нужно дать ему место. Мы также просим вас следить за возможными проблемами. Если вы хотите поговорить об этом подробнее, пожалуйста, обратитесь ко мне или к Джой Эпштейн.
За несколько месяцев до стрельбы Кинг начал отвечать тем же на постоянные преследования со стороны сверстников. Он говорил мальчикам, которые приставали к нему в раздевалке, что они выглядели привлекательно, или спрашивал, может ли он сесть за их столик в кафетерии. Некоторые мальчики сообщили своим учителям, что он говорил им: «Я знаю, что вы хотите меня» в коридорах между классами. В судебных документах прокуроры описали такое поведение как ответ на растущую агрессию со стороны других мальчиков, особенно Макинерни, с которым Кинг имел ряд «яростных» словесных споров за несколько недель до стрельбы.
Несколько учителей и отец Кинга обвинили Джой Эпштейн, одного из помощников директора школы, в поощрении яркости Ларри как части предполагаемой «политической программы».